# Creditarea de la persoană la persoană
Creditarea de la persoană la persoană (în engleză: peer-to-peer lending) este un tip de tranzacție financiară (în primul rând de creditare și de împrumut, deși poate include și tranzacții mai complexe), care are loc direct între persoane fizice, fără intermedierea unei instituții financiare tradiționale. Acest gen de creditare a fost făcut posibil din punct de vedere tehnologic de apariția internetului. 